# Rohovládova Bělá
Pour les articles homonymes, voir Bělá.
Rohovládova Bělá (en allemand : Biela bei Pschelautsch) est une commune du district et de la région de Pardubice, en République tchèque. Sa population s'élevait à 642 habitants en 2024.

## Géographie
Rohovládova Bělá se trouve à 12 km au sud-est de Chlumec nad Cidlinou, à 15 km au nord-ouest de Pardubice, à 20 km au sud-ouest de Hradec Králové et à 84 km à l'est de Prague.
La commune est limitée par Kasalice au nord, par Bukovka à l'est, par Vlčí Habřina au sud, et par Vyšehněvice et Voleč à l'ouest.

## Histoire
La première mention écrite du village date de 1361.

## Transports
Par la route, Rohovládova Bělá se trouve à 11 km de Přelouč, à 17 km de Pardubice et à 96 km de Prague. 